# در چنگ ارواح
در چنگ ارواح (انگلیسی: The Haunting) فیلمی در ژانر وحشت روان‌شناختی به کارگردانی رابرت وایز است که در سال ۱۹۶۳ منتشر شد.

## بازیگران
- جولی هریس
- کلیر بلوم
- ریچارد جانسون
- راس تامبلین
- فای کامپتون
- لوئیز مکسول
- رانالد آدام
- روزالی کراچلی
- والنتین دایل